# Gällstad
Se även Gälstad och Gällsta.
Gällstad är en tätort i Ulricehamns kommun och kyrkbyn i Gällstads socken i Västergötland. Flera varumärken inom klädindustrin har lagerförsäljning på orten.
Gällstads kyrka är belägen här.

## Befolkningsutveckling
| Befolkningsutvecklingen i Gällstad 1960–2020 | Befolkningsutvecklingen i Gällstad 1960–2020 | Befolkningsutvecklingen i Gällstad 1960–2020 | Befolkningsutvecklingen i Gällstad 1960–2020 | Befolkningsutvecklingen i Gällstad 1960–2020 |
| -------------------------------------------- | -------------------------------------------- | -------------------------------------------- | -------------------------------------------- | -------------------------------------------- |
|                                              |                                              |                                              |                                              |                                              |
| År                                           |                                              |                                              | Folkmängd                                    | Areal (ha)                                   |
| 1960                                         | 1960                                         |                                              | 362                                          |                                              |
| 1965                                         | 1965                                         |                                              | 411                                          |                                              |
| 1970                                         | 1970                                         |                                              | 402                                          |                                              |
| 1975                                         | 1975                                         |                                              | 483                                          |                                              |
| 1980                                         | 1980                                         |                                              | 524                                          |                                              |
| 1990                                         | 1990                                         |                                              | 532                                          | 58                                           |
| 1995                                         | 1995                                         |                                              | 513                                          | 59                                           |
| 2000                                         | 2000                                         |                                              | 503                                          | 61                                           |
| 2005                                         | 2005                                         |                                              | 494                                          | 61                                           |
| 2010                                         | 2010                                         |                                              | 471                                          | 61                                           |
| 2015                                         | 2015                                         |                                              | 536                                          | 96                                           |
| 2020                                         | 2020                                         |                                              | 597                                          | 94                                           |
|                                              |                                              |                                              |                                              |                                              |

## Idrott
På fotbollsplanerna Åvalla och Rånnevi spelar Gällstads FK sina hemmamatcher. Gällstads FK spelade 29 juli 1995 mot Arsenal FC på hemmaplan. Resultatet blev 6-1 till Arsenal.

## Näringsliv

### Bankväsende
En sparbank för området, Norra Kinds sparbank, har grundats 1871 i Grönahög. Den omvandlades 1878 till en folkbank, Norra Kinds folkbank, med kontor på Gårdö, senare Gällstad. Denna övertogs år 1904 av Borås enskilda bank. Denna bank uppgick sedermera i Handelsbanken.
Mot slutet av 2016 stängde Handelsbanken i Gällstad. Den 29 november 2018 stängde även Ulricehamns sparbank sitt kontor, varefter orten stod utan bankkontor.

### Klädindustri
Gällstad har haft stor klädförsäljning och produktion. Lager 157 grundades och har huvudkontor i Gällstad.

## Personer från Gällstad
- Axel W. Ahlberg
- J. Hugo Aronson
- Göran Enander

## Musik från Gällstad
- Bengt Hennings